# Augusto Viegas
Augusto das Chagas Viegas (Bom Sucesso, 13 de setembro de 1884 — São João Del Rei, 3 de agosto de 1973) foi um político brasileiro. Exerceu o mandato de deputado federal constituinte por Minas Gerais em 1946.

## Biografia

### Política
Viegas formou-se pela Faculdade de Direito de Belo Horizonte e começou sua carreira como advogado em São João del Rei, onde foi vereador durante dez anos, além de ter sido vice-presidente da Câmara Municipal.
Após a Revolução de 1930, deixou o Partido Republicano Mineiro para integrar o Partido Progressista de Minas Gerais, pelo qual elegeu-se deputado. Participou, em maio de 1937, do lançamento da candidatura situacionista de José Américo de Almeida à sucessão de Getúlio Vargas nas eleições presidenciais previstas para 1938. No entanto, a implantação do regime do Estado Novo, em novembro de 1937, interrompeu o processo sucessório e os mandatos parlamentares, dissolvendo os órgãos legislativos do país.
Após o fim do Estado Novo em 1945, Augusto elegeu-se deputado em Minas Gerais pelo Partido Social Democrático (PSD). Empossado em fevereiro de 1946, participou dos trabalhos constituintes e, após a promulgação da nova Carta (18/9/1946), passou a exercer o mandato ordinário. Nesse período, assumiu, de novembro a dezembro de 1946, a Secretaria de Finanças do estado de Minas Gerais durante a interventoria de Noraldino Lima. Concluindo seu mandato legislativo em janeiro de 1951, não retornou à Câmara dos Deputados.

### Morte e homenagens
Augusto Viegas faleceu no dia 03 de agosto de 1973, em São João del Rei. Uma estátua foi feita em sua homenagem no ano de 1978, sendo inaugurada na praça que fica em frente da casa onde ele residia, que teve seu nome modificado de "Praça Nossa Senhora do Carmo" para "Praça Deputado dr. Augusto das Chagas Viegas".